# Pałanka (okręg)
Pałanka – jednostka administracyjna (okręg) funkcjonująca w Siczy Zaporoskiej.
Powstanie pałanek związane było z procesem zasiedlania Zaporoża i związaną z tym koniecznością organizacji administracji i sądów. Ich system najlepiej zorganizowany był w okresie Nowej Siczy (1734–1775), kiedy istniało 8 pałanek:
Na prawym brzegu Dniepru:
- kudacka
- bohohardiwska
- ingulska (perewozninska)

Na lewym brzegu Dniepru: 
- protowczańska
- orelska
- samarska
- kałmucka
- prohnojska

Ośrodkiem każdej pałanki była słoboda z niewielkimi umocnieniami, gdzie stacjonowała załoga kozacka. Na czele każdej pałanki stał pułkownik skupiający władzę wojskową, administracyjną, sądową i finansową. Podporządkowana mu była administracja w osobach pisarza i atamana oraz pałankowej starszyzny.